# Антонышев, Ян Анатольевич
Ян Анатольевич Антонышев (род. 13 июля 1965, Ленинград, РСФСР) — советский и российский художник-график, член Санкт-Петербургского Союза художников, член Петербургского Общества Пастелистов, основатель группы «Старый Город», В первый, основной состав группы входили Ян Антонышев, Дмитрий Егоровский и Валерий Филиппов.

## Биография
Ян Анатольевич родился в 1965 году в Ленинграде в семье, не связанной с искусством. На выбор профессии повлиял дед художника В. Талантов, известный в Ленинграде патологоанатом, фотограф-любитель. Начальное художественное образование получил в ДХШ № 10 (ныне школа носит имя Б. М. Кустодиева). В 1980—1984 годах учился в ЛХУ им. Серова на отделении реставрации. В 1981 году вместе с Д. Егоровским и В. Филипповым образовал арт-группу «Старый Город», а в 1985 году вступил в Союза Художников СССР.

 Группа «Старый Город» образовалась в 1981 году, ещё в советскую эпоху, когда идеология старалась направить молодёжь к светлому будущему. И вот группа совсем ещё юных художников устремилась в обратном направлении — в прошлое. Это был год, когда самые разнообразные силы в свободном творчестве Ленинграда нашли возможность объединиться для совместных выставок неофициального искусства в «Товарищество экспериментального изобразительного искусства». Однако группа «Старый Город» существовала как бы параллельно, хотя в противостоянии соцреализму была близка ТЭИИ.— Н. И. Благодатов, «Старый Город» в старом городе, 08.06.2008
Работы Яна Анатольевича находятся в собраниях Министерства Культуры России, Нарвском Замке (Эстония), коллекции современного искусства Выставочного зала «Манеж»(Санкт-Петербург), Музее современных искусств им. С.П. Дягилева , выставлены в Новой Пинакотеке в Мюнхене (Германия), а также в частных собраниях России, Швеции, Германии, Шотландии, Франции, Южной Кореи, США, Италии, Норвегии, Канады и др.
Ян Антонышев — один из участников группового проекта в формате книги художника — Город как субъективность художника (2020).
В настоящее время живёт и работает в Санкт-Петербурге.

## Особенности стиля
На любой групповой выставке работы Антонышева узнаваемы и выделяются из общего ряда пейзажистов, своим сумеречным колоритом и причудливым симбиозом из растений, живых существ и домов. Это практически всегда «межсезонье» так характерное для Санкт-Петербурга. Отдельно надо сказать о пастельной технике, изобретённой мастером и ставшей его «визитной карточкой». Листы грубого картона обработанные специальным образом позволяют добиться особой фактуры изображения, а применение скальпеля (орудия работы реставратора, неожиданно ставшее орудием для созидания), позволяет ему прорабатывать мелкие детали.
Как и многих художников его крепко держат в своей власти впечатления детства, проведённого в Ленинграде 1970-х. Учёбу в художественном училище на факультете реставрации Антонышев сочетает с активной деятельностью в кругах неофициальных художников. Художник отмечает особое влияние на своё творчество фильмов Андрея Тарковского, особенно фильмов «Солярис» и «Сталкер» так почти в каждой работе мы видим предметы-фетиши из этих киноработ. Его творчество представляет яркий пример того, что творческого человека в большей степени формирует окружение, а не школа.

У Яна в работах всегда есть чувство фантастического видения, есть элемент рассказа, который хочется прочитать, но он всегда не закончен и нужно его досочинять, причём его истории, кажется, не всегда кончаются «хэппи эндом». Деформация видимого мира у него остра, нервна и кажется непредсказуемой и неоднозначной.— Н. И. Благодатов, «Старый Город» в старом городе, 08.06.2008

## Музейные коллекции
Работы художника находятся во множестве частных и ряде государственных музейных собранияй.
- Научная библиотека Эрмитажа. Сектор редких книг и рукописей[9].
- Государственный Русский музей. Отдел гравюры XVIII—ХХI вв[10].
- Научная библиотека Третьяковской галереи. ГТГ. (Москва.)

## Персональные выставки

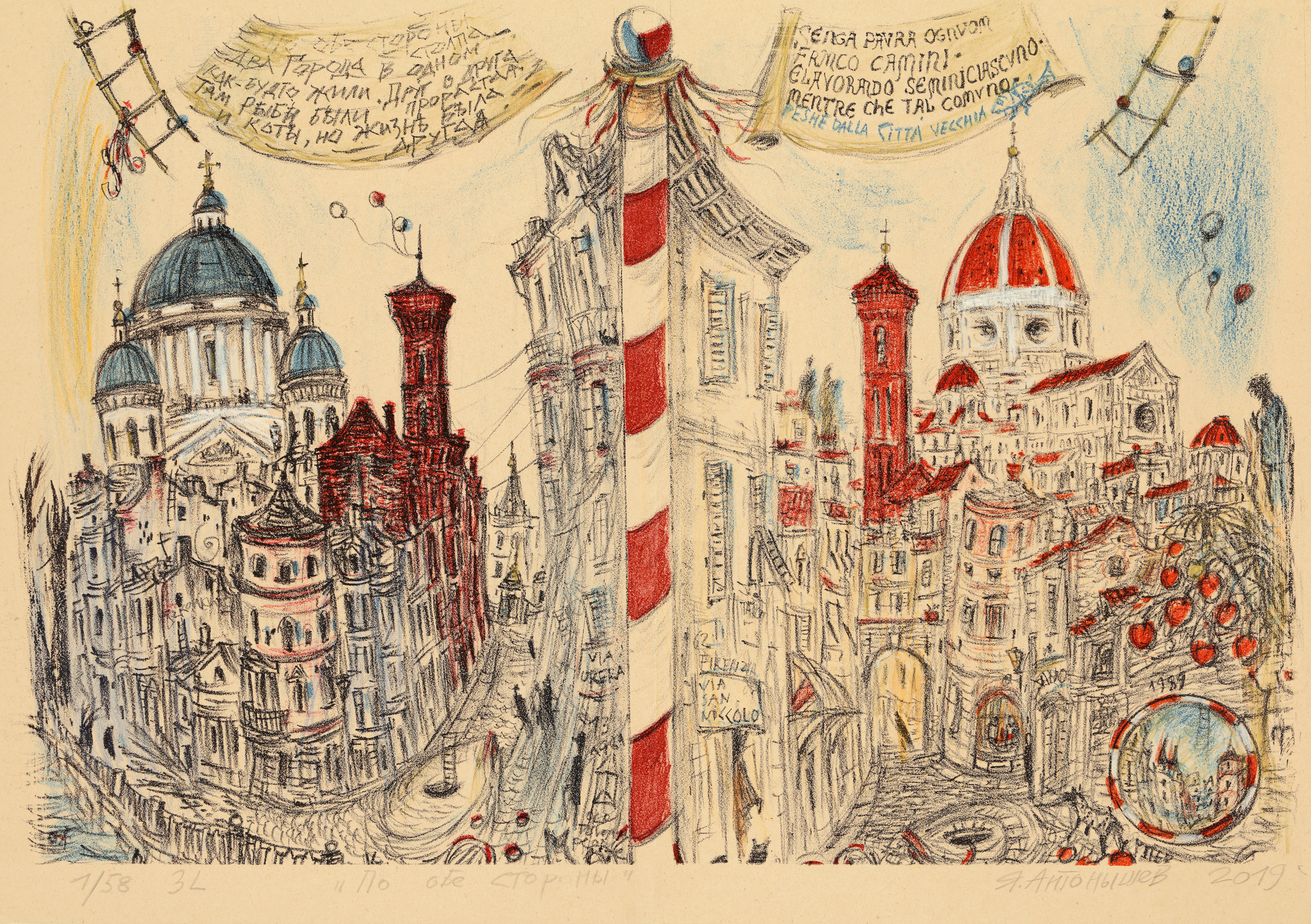
По обе стороны (для проекта Город как субъективность художника). 2019, 42 х 59,4 см, б., цв. литография, цв. карандаши

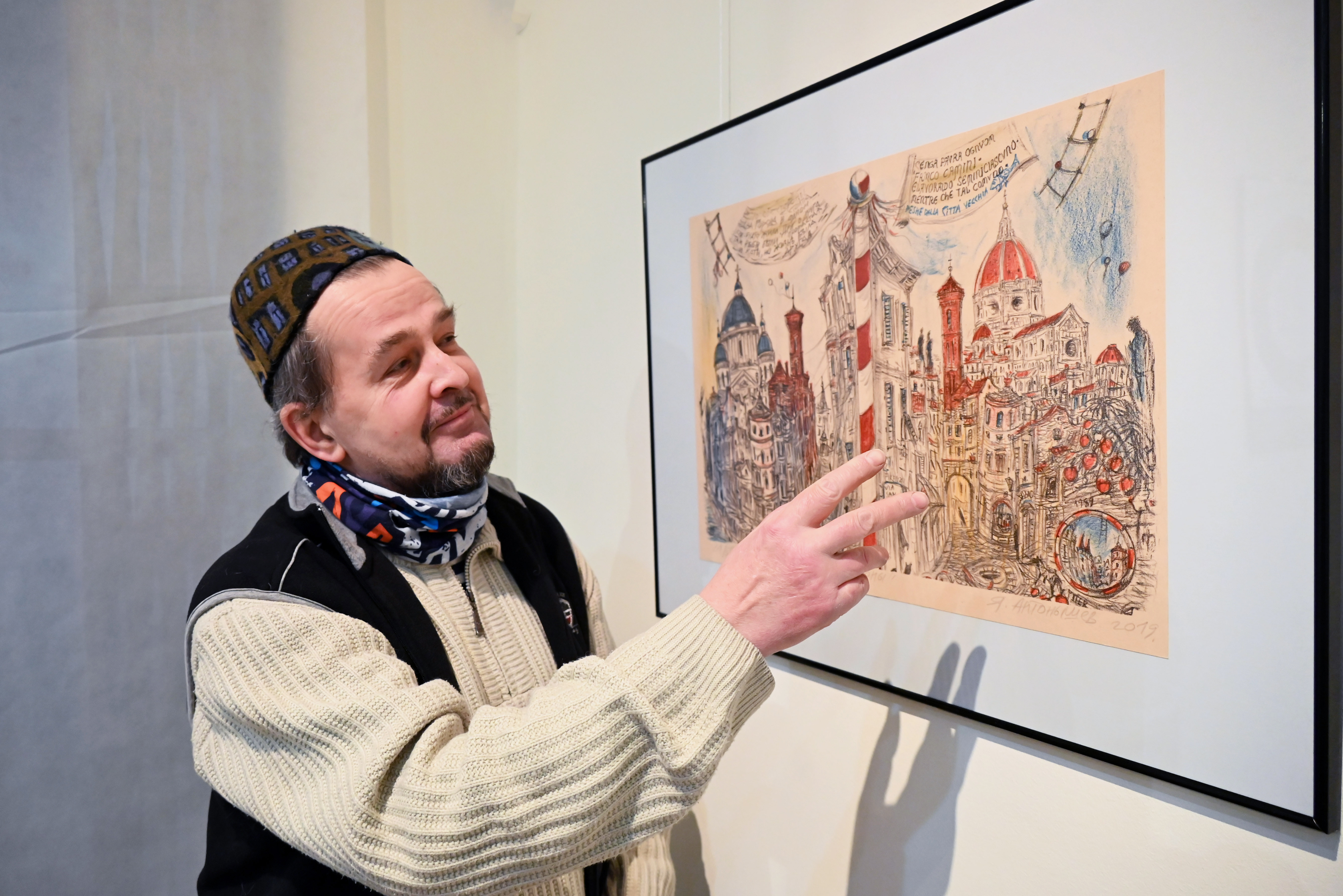
Художник у своей работы По обе стороны на выставке Город как субъективность. СПб. НВЗ Музея городской скульптуры. 2021, 19 января

- 1985 — «40 лет Победы в ВОВ» Центральный выставочный зал Манеж.
- 1985 — Зональная выставка. Центральный выставочный зал Манеж.
- 1985 — Весенняя-молодёжная. ЛОСХ.
- 1986 — Весенняя выставка членов ЛОСХа. Центральный выставочный зал Манеж
- 1986 — Молодость страны. Центральный выставочный зал Манеж
- 1987 — Книжная графика. ЛОСХ.
- 1987 — «Молодые Молодым». Дворец Профтехобразования. Ленинград.
- 1987 — Библиотека Академии Наук. Ленинград.
- 1990 — галерея «Ареццо». Флоренция, Италия
- 1991 — галерея «Торнебуони». Флоренция, Италия.
- 1994 — экспозиция в г. Ганновер. Германия.
- 1995 — галерея «Робинсон». Бельгия.
- 1998 — «Гадание на кофейной гуще». Летний Сад, Кофейный домик, Санкт-Петербург.
- 1999 — «Старый Город». Музей Маяка, Мыс Аркона, Остров Рюген. Германия.
- 2000 — «Старый Город». Галерея «Палитра». Санкт-Петербург.
- 2001 — «Город на холсте и не только» — Выставочный зал «На Таганке». Москва.
- 2002 — «Старый Город». Галерея «Арт-Коллегия». Санкт-Петербург.
- 2003 — «Старый Город». Галерея «Экспо-88». Москва.
- 2003 — «Старый Город». Фестиваль Российского кино г. Онфлер. Франция.
- 2004 — «Город в Старом Городе». Галерея «Борей». Санкт-Петербург.
- 2004 — «Старый Город» на Фестивале Петербургских галерей. ЦВЗ Манеж. Санкт-Петербург.
- 2004 — Персональная выставка. Галерея «На Свечном». Санкт-Петербург.
- Выставки в рамках проекта «Арт-пастель». Петербургское Пастельное Общество. Санкт-Петербург.
- 2011, (январь — март) — Персональная выставка в библиотеке «Старая Коломна»[11]
- 2015 — февраль. Галерея 14\45 «Игра в синонимы. Италия»[12].
- 2015, (август — сентябрь) — Персональная выставка в библиотеке «Старая Коломна»
- 2016 — Монополи. Италия.
- 2017 — Выборгский замок.
- 2018 — Флоренция. Италия. Галерея Торнабуони.
- 2019 — Матера. Италия.
- 2020 — Зал Россия — моя история

## Выставки групповые
- 1987 г. — Группа «Люди старого Города». Фестиваль творческих союзов. Союз архитекторов. Ленинград.
- 1988 г. — Музей Замка город Нарва. Эстония
- 1989 г. — «От авангарда к перестройке». Выставочный павильон в Гавани. Ленинград
- 1989 г. — Музей Истории Города. Ленинград.
- 1990 г. — «Город» Центральный Выставочный Зал «Манеж». Ленинград.
- 1990 г. — «Старый Город». Выставочный зал церкви Сан-Николо. Флоренция, Италия
- 1991 г. — «Старый Город». Выставочный Зал Союза Художников на Охте. Санкт-Петербург.
- 1992 г. — «Старый Город» Союз Художников. Санкт-Петербург.
- 1994 г. — «Старый Город» Союз Художников. Санкт-Петербург.
- 1995 г. — «Старый Город» Музей городской скульптуры, Александро-Невская Лавра. Санкт-Петербург.
- 1996 г. — «Старый Город — 15 лет» Выставка в мастерской на Фонтанке, 133. Санкт-Петербург.
- 1996 г. — «Старый Город». Галерея «103». Санкт-Петербург
- 1998 г. — «Гадание на кофейной гуще» Кофейный домик, Летний Сад. Санкт-Петербург.
- 1999 г. — «Старый Город» Русско-Немецкий Культурный Центр. Санкт-Петербург.
- 1999 г. — «Старый Город». Музей мыса Арыкона о. Рюген. Германия
- 2000 г. — «Старый Город» — Чайный домик. Летний Сад. Санкт-Петербург.
- 2001 г. — «Старый Город». Галерея «Арт-Коллегия». Санкт-Петербург.
- 2001 г. — «Город на холсте» Выставочный зал «Творчество», улица Таганская. Москва.
- 2001 г. — «Старый Город — 20 лет спустя» «Галерея на Гороховой». Санкт-Петербург.
- 2002 г. — «Весь Петербург» Центральный Выставочный зал Манеж (Санкт-Петербург).
- 2003 г. — «Старый Город» галерея «Экспо-1988». Москва.
- 2003 г. — «Старый Город» Выставка на кинофестивале Российского кино в город Онфлер. Франция.
- 2004 г. — Май. Персональная выставка Яна Антонышева. Галерея «На Свечном». Санкт-Петербург.
- 2004 г. — Июнь. «Старый Город» в содружестве с петербургским художником Олегом Головко. Выставка «Город в „Старом Городе“. Объекты, расписная мебель и предметы превращённые в модель городской среды в сочетании с живописью и графикой (см. наши проекты). Галерея „Борей“. Санкт-Петербург.
- 2004 г. — Июль. „Старый Город“ на фестивале петербургских галерей в Центральном Выставочном Зале (Манеж).
- 2004 г. — Ноябрь. Совместная выставка Насти Слепышевой и Дмитрия Егоровского „Город на двоих“. Галерея „А-3“. Москва.
- 2005 г. — Сентябрь. Выставка группы „Старый Город“ в галерее „Наив“. Санкт-Петербург.
- 2006 г. — Сентябрь. Выставка в музее-квартире Александра Блока, посвящённая 25-летию группы „Старый Город“. Санкт-Петербург.
- 2006 г. — Октябрь. Совместная выставка московских и петербургских художников „Город и горожане“. Библиотека искусств имени А. П. Боголюбова. Москва.
- 2007 г. — Сентябрь. Литературно-артистическое арт-кабаре „Бродячая собака“ Выставка „Старый Город“. Санкт-Петербург.
- 2007 г. — Сентябрь. Выставка посвящённая дню рождения группы „Старый Город“. Санкт-Петербургский Государственный Университет. Санкт-Петербург.
- 2009 г. — Январь. Участие в выставке „ПЕТЕРБУРГ-2008“ в Центральном выставочном зале Санкт-Петербурга „Манеж“. Санкт-Петербург.
- 2009 г. — Июль. Литературно-артистическое арт-кабаре „Бродячая собака“ Выставка „По обе стороны Старого Города“. Санкт-Петербург.
- 2009 г. — Ноябрь. Выставка „Живые Картинки“ в Центре Русской культуры в Таллинне.
- 2010 г. — Январь. „ПЕТЕРБУРГ-2009“ в Центральном выставочном зале Санкт-Петербурга „Манеж“.
- 2010 г. — Сентябрь. Галерея Матисс клуба выставка „Старый Город“ в Коломне». Санкт-Петербург.
- 2011 г. — Январь. «ПЕТЕРБУРГ-2010» Ежегодная выставка новых произведений петербургских художников в Центральном выставочном зале Манеж (Санкт-Петербург).
- 2011 г. — Август. «Старый Город» 30-летие группы. Юбилейная выставка. Союз Художников, Санкт-Петербург.
- 2012 г. — Январь. «ПЕТЕРБУРГ-2011» Ежегодная выставка новых произведений петербургских художников в Центральном выставочном зале Манеж (Санкт-Петербург).
- 2012 г. — сентябрь. Выставка « Старый Город» в «Гостинке» в выставочном зале «Гостинка -Арт» Большой Гостиный Двор. Санкт-Петербург.
- 2013 г. — Январь. «ПЕТЕРБУРГ-2012» 20-я юбилейная выставка Ежегодная выставка новых произведений петербургских художников в Центральном выставочном зале Манеж (Санкт-Петербург).
- 2013 г. — сентябрь. «Старый Город в Систербеке» Выставочный зал «Арт-Курорт» Администрации Курортного района города Санкт-Петербурга. Сестрорецк
- 2015 г. — июль. «Событие на картине». Выставка к 50-летнему юбилею. Союз Художников, Санкт-Петербург.